# جاي أدلر
جاي أدلر (بالإنجليزية: Jay Adler)‏ (و. 1896 – 1978 م) هو ممثل، وممثل مسرحي، وممثل تلفزيوني، من الولايات المتحدة الأمريكية، ولد في مدينة نيويورك، توفي في لوس أنجلوس، عن عمر يناهز 82 عاماً.

## وصلات خارجية
- جاي أدلر على موقع IMDb (الإنجليزية)
- جاي أدلر على موقع قاعدة بيانات برودواي على الإنترنت (الإنجليزية)
- جاي أدلر على موقع قاعدة بيانات برودواي على الإنترنت (الإنجليزية)
- جاي أدلر على موقع إن إن دي بي (الإنجليزية)
- جاي أدلر على موقع قاعدة بيانات الفيلم (الإنجليزية)